# Coenochroa bipunctella
Coenochroa bipunctella är en fjärilsart som beskrevs av Barnes och Mcdunnough 1913. Coenochroa bipunctella ingår i släktet Coenochroa och familjen mott. Inga underarter finns listade i Catalogue of Life.